# Satcitananda
Satcitananda (în sanscrită सच्चिदानन्द, IAST: Saccidānanda; de asemenea Sat-cit-ananda sau Sacchidānanda) este un epitet și o descriere pentru experiența subiectivă a ultimei realități neschimbate, Brahman în anumite ramuri ale filosofiei hinduse, în special Vedanta. Reprezintă „ființă, conștiință și beatitudine”.

## Etimologie
Satcitananda (în sanscrită सच्चिदानन्द) este un cuvânt sanscrit compus compus din „sat”, „cit” și „ananda”, toate trei considerate ca fiind inseparabile de natura realității supreme numită Brahman în hinduism. Diferitele forme de ortografie sunt conduse de regulile eufonice (sandhi) ale sanscritei, utile în diferite contexte.
- sat (în sanscrită सत्):[5] în sanscrită, sat înseamnă „ființă, existență”, „real, actual”, „adevărat, bun, drept” sau „ceea ce este cu adevărat, existență, esență, ființă adevărată, existent cu adevărat, bine, adevărat”.[5]

- cit (în sanscrită चित्):[6] înseamnă „conștiință” sau „spirit”.[7][8][9]

- ānanda' (în sanscrită आनन्द):[10] înseamnă „fericire, bucurie, beatitudine”, „fericire pură, unul dintre cele trei atribute ale lui Atman sau Brahman în filozofia Vedanta”.[10] Loctefeld și alți savanți traduc ananda ca „beatitudine”.[7][8]